# Левесон-Гоуэр, Джордж, 1-й герцог Сазерленд
Джордж Гренвилл Левесон-Гоуэр, 1-го герцог Сазерленд (англ. George Leveson-Gower, 1st Duke of Sutherland; 9 января 1758 — 19 июля 1833 года) — английский аристократ, политик, дипломат, землевладелец и меценат из семьи Левесон-Гоуэр. Был известен как виконт Трентам в 1758—1786 годах, как граф Гоуэр с 1786 по 1803 года и как маркиз Стаффорд с 1803 по 1833 год. В последние годы своей жизни он был самым богатым человеком в Британии. Он остается противоречивой фигурой из-за своей роли в Шотландском огораживании.

## Титулатура
4-й барон Гоуэр из Ститтенхема, Йоркшир (с 25 февраля 1799 года), 3-й граф Гоуэр (с 26 октября 1803), 2-й маркиз Стаффорд (с 26 октября 1803), 8-й баронет Гоуэр (с 26 октября 1803), 3-й виконт Трентам, Стаффордшир (с 26 октября 1803), 1-й герцог Сазерленд (с 28 января 1833 года).

## Предыстория
Родился 9 января 1758 года в Лондоне. Старший сын Гренвилла Левесона-Гоуэра, 1-го маркиза Стаффорда (1721—1803), от его второй жены, леди Луизы Эгертон (1723—1761), дочери Скрупа Эгертона, 1-го герцога Бриджуотера. Гренвиль Левесон-Гоуэр, 1-й граф Гренвиль (1773—1846), был его сводным братом. Он получил образование в Вестминстерской школе и в Крайст-черче, Оксфорд, где окончил магистратуру в 1777 году.

## Ранняя политическая карьера
Сазерленд был членом парламента от Ньюкасла-под-Лаймом с 1779 по 1784 год и от Стаффордшира с 1787 по 1799 год. В последний год он был вызван в Палату лордов через приказ об ускорении в младшем титуле своего отца барона Гоуэра.

## Посол во время Французской революции
С 1790 по 1792 год он был послом во Франции. Джордж Левесон-Гоуэр был назначен послом в Париж в июне 1790 года в возрасте 32 лет. Из-за того, что французский король Людовик XVI находился под домашним арестом во дворце Тюильри, Гоуэр не смог стать «украшением Версаля», то есть не смог тесно сотрудничать с королевской семьей. Джордж Левесон-Гоуэр был едва ли лучше подготовлен к решению сложных задач Французской революции, чем его предшественник, герцог Дорсет. У него не было никакого предыдущего опыта дипломатии. Главной задачей Гоуэра в Париже было донести до Британии новости от французского двора, пусть даже самые тривиальные. Хотя Джордж Левесон-Гоуэр также сообщал о некоторых народных «волнениях», он мало понимал более широкий политический климат. 10 августа 1792 года восстание вновь созданной Парижской революционной коммуны изгнало королевскую семью из Тюильри, а через три дня Людовик XVI был арестован и заключен в тюрьму в крепости Темпль. Британия разорвала дипломатические отношения в знак протеста. Закрытие британского посольства означало, что разведывательные операции больше не могли проводиться из него, в результате чего Британия заменила посла капитаном Джорджем Монро, удалив Левесона-Гоуэра из дипломатии во Франции.

## Поздняя политическая карьера
По возвращении в Англию он отказался от должностей лорда-стюарда королевского двора и лорда-лейтенанта Ирландии. Однако в 1799 году он принял должность объединённого генерального почтмейстера, которую сохранял до 1801 года. Сазерленд сыграл важную роль в падении администрации Генри Аддингтона в 1804 году, после чего он изменил политическую лояльность от тори к партии вигов. После 1807 года он мало участвовал в политике, хотя в конце жизни поддерживал католическую эмансипацию и Закон о реформе 1832 года.
С 1794 по 1801 год Джордж Сазерленд был полковником Стаффордширской добровольческой кавалерии, ранней формы йоменского полка. Сазерленд также занимал почетные должности лорда-лейтенанта Стаффордшира с 1799 по 1801 год и лорда-лейтенанта Сазерленда с 1794 по 1830 год. В 1790 году он был назначен тайным советником, в 1806 году — кавалером Ордена Подвязки, а 28 января 1833 года — герцогом Сазерлендским.
В 1831 году тогдашний граф Гоуэр занимал ежегодный пост казначея больницы Салоп в Шрусбери.

## Богатство
Семья Левесон-Гоуэр владела обширными землями в графствах Стаффордшир, Шропшир и Йоркшир. В 1803 году Сазерленд также унаследовал обширные поместья своего дяди по материнской линии Фрэнсиса Эгертона, 3-го герцога Бриджуотера, которые включали в себя Бриджуотерский канал и крупную коллекцию произведений искусства, включая большую часть Орлеанской коллекции. Согласно воле герцога Бриджуотера, его владения и коллекция картин должны были перейти после смерти первого герцога Сазерленда его третьему сыну лорду Фрэнсису Левесон-Гауэру. Это наследство принесло ему огромное богатство. Сазерленд считается самым богатым человеком XIX века, превосходя даже Натана Ротшильда. Точная стоимость его имущества на момент смерти неизвестна, так как оно было просто классифицировано как «высшая ценность». Чарльз Гревиль описал его как «левиафана богатства» и «… самого богатого человека, который когда-либо умер». После смерти герцога Йоркского в 1827 году он приобрел Стаффорд-хаус (ныне Ланкастер-хаус), который до 1912 года стал лондонской резиденцией герцогов Сазерленда.

## Огораживание в Сазерленде и Хайленде
Сазерленд и его жена остаются спорными фигурами из-за их роли в проведении огораживания в Хайленде, где тысячи арендаторов были выселены и переселены в прибрежные фермы в рамках программы благоустройства. Большие огораживания в Сазерленде были сделаны между 1811 и 1820 годами. В 1811 году парламент принял закон, предоставляющий половину расходов на строительство дорог в Северной Шотландии, с условием, что землевладельцы заплатили за другую половину. В следующем году Сазерленд начал строить дороги и мосты в графстве, которых до этого практически не существовало. Потрясенный плохими условиями жизни своих жильцов и под влиянием социальных и экономических теорий того времени, а также широкого консультирования по этому вопросу, он и его жена (которой была делегирована большая часть контроля над поместьем) пришли к убеждению, что натуральное хозяйство во внутренних районах Сазерленда не может быть устойчивым в долгосрочной перспективе. Гораздо более высокую арендную плату можно было получить, сдавая землю в аренду под обширные овцеводческие фермы, что обеспечивало гораздо больший доход от поместья.
Управление поместьем Сазерленд уже несколько лет строило планы по расчистке территории, и в 1772 году, когда леди Сазерленд была еще ребенком, кое-что было сделано. Однако нехватка денег не позволила этим планам развиться в большей степени — ситуация, которая продолжалась и после её замужества с Левесон-Гоуэром. Однако, когда он унаследует огромное состояние герцога Бриджуотера, планы могут быть осуществлены — и Левесон-Гоуэр был счастлив, что большая часть его богатства будет потрачена на изменения в поместье Сазерленд:{{{1}}}. Хотя это было необычно для того времени, большая часть надзора за управлением имением была возложена на леди Сазерленд, которая проявляла живой интерес к поместью, почти каждое лето ездила в замок Данробин и постоянно переписывалась с Джеймсом Лохом, управляющим имением Стаффордов.
Первая из новой волны огораживаний включала переселение из Ассинта в прибрежные деревни с планом, согласно которому фермеры могли заняться рыболовством. Следующее выселение, в Страте Килдонан в 1813 году, было встречено оппозицией и 6-недельным противостоянием, которое было решено путем вызова армии и поместья, сделав некоторые уступки тем, кто был выселен:168–172. В 1814 году один из факторов поместья Патрик Селлар, наблюдал за расчистками в Стратнавере, когда были подожжены бревна крыши дома (чтобы предотвратить повторное заселение дома после выселения), в котором, как утверждается, все еще находилась пожилая и прикованная к постели женщина. Женщина была спасена, но умерла через 6 дней:197:183 . Местный офицер полиции Роберт Маккид был врагом Селлара и начал брать показания свидетелей, чтобы Селлара можно было привлечь к ответственности. Дело дошло до суда в 1816 году, и Селлар был оправдан:181—182:195. Огласка, возникшая в результате судебного процесса, не приветствовалась Сазерлендами:183—187,203. Селлар был заменен в качестве фактора, и далее, в 1818—1820 годах продолжались большие огораживания. Несмотря на все попытки избежать комментариев прессы, в 1819 году газета «Обсервер» опубликовала заголовок: «Опустошение Сазерленда», сообщив о пожаре деревянных крыш большого числа домов, очищенных одновременно.

## Памятники

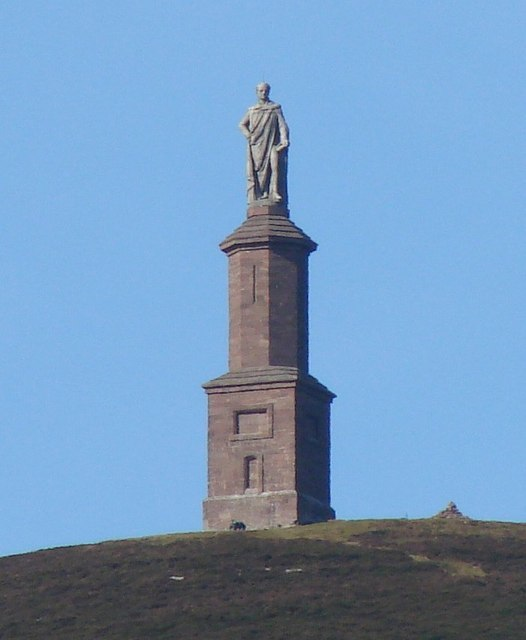
Памятник герцогу Сазерленду в местечке Бен-Бхрагги, Шотландия

В 1837 году в память о жизни герцога на холме Бен-Бхрагги близ Голспи был воздвигнут большой памятник, известный в местных краях как Манни. Существование этой статуи было предметом некоторых споров — в 1994 году Сэнди Линдсей, бывший член совета шотландской национальной партии из Инвернесса, предложил ее снести. Позже он изменил свой план, попросив разрешения у местного совета переместить статую и заменить ее мемориальными досками, рассказывающими историю просветов. Линдсей предложил перенести статую на территорию замка Данробин. В ноябре 2011 года вандалы предприняли неудачную попытку опрокинуть статую. Репортаж Би-би-си об этом инциденте процитировал местного жителя, сказавшего, что мало кто хотел, чтобы статую убрали; вместо этого они рассматривали ее как важное напоминание об истории. Однако по состоянию на январь 2017 года статуя все еще стоит.
В Шропшире также есть памятник Джорджу Левесону-Гоуэру. Памятник в Лиллешолле, построенный в 1833 году, представляет собой обелиск высотой 70 футов (21 м), местную достопримечательность, видимую на некотором расстоянии вокруг него, стоящую на вершине холма Лиллешолл. Холм находится в пределах первоначального поместья семьи Левесон, приобретенного после распада аббатства Лиллешолл. Минеральные богатства, которые они случайно унаследовали там, — относительно неглубокие залежи железа и угля в Лиллсхолле, Доннингтоне и Уомбридже. Этот район был для него источником огромного богатства. Условия труда в то время были примитивными, с серьезными производственными травмами и гибелью людей, которые были обычным явлением. Этих людей не поминают. Семья не оставила никаких значительных благотворительных учреждений в этом районе, таких как школы, больницы или богадельни.
Существует также памятник, установленный в поместье Трентам-Гарденс, Трентам, Стаффордшир.

## Семья

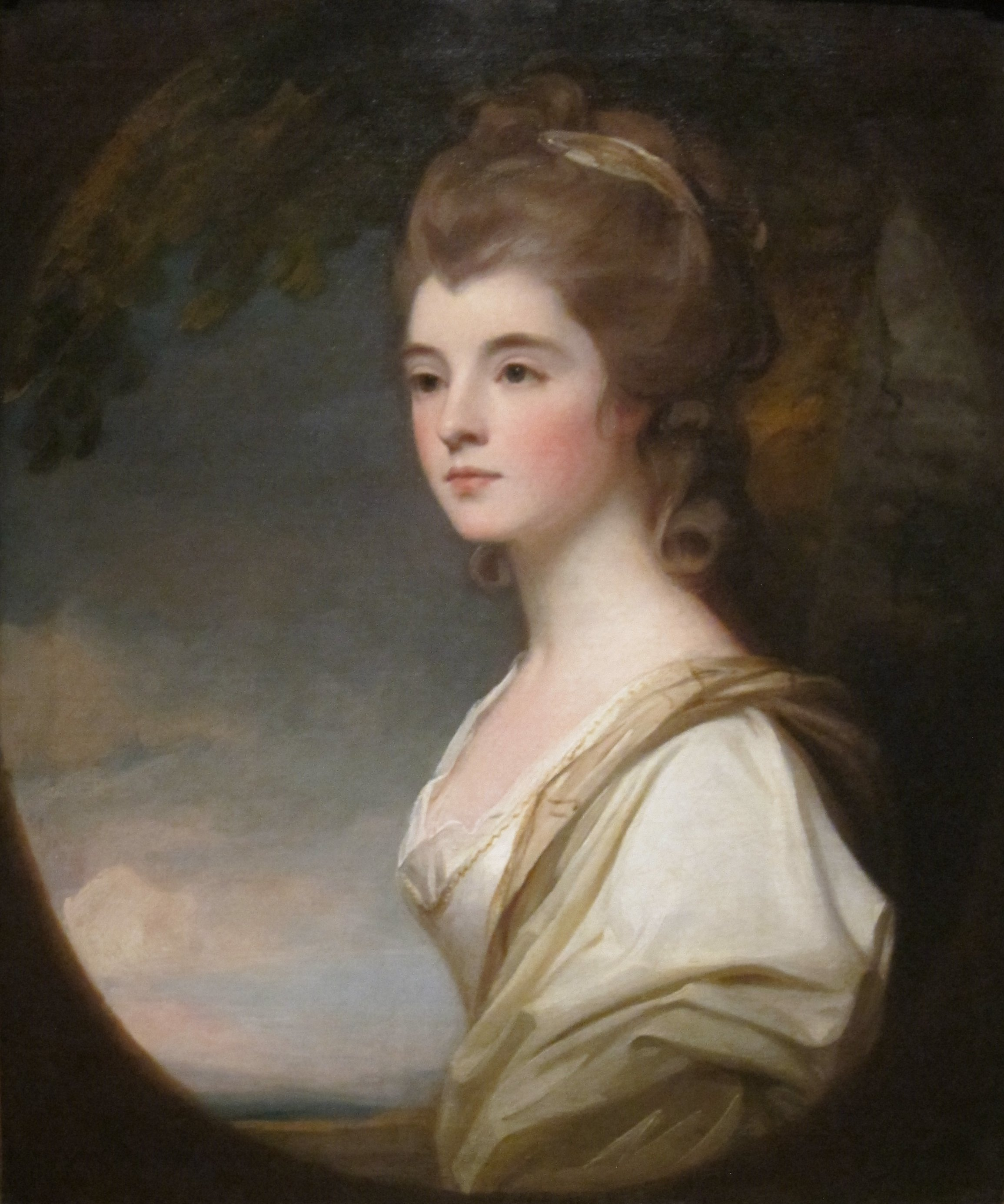
Элизабет Сазерленд, 19-я графиня Сазерленд (1765—1839), супруга Джорджа Левесона-Гоуэра, 1-го герцога Сазерленда

4 сентября 1785 года Джордж Сазерленд женился на Элизабет Сазерленд, 19-й графине Сазерленд (24 мая 1765 — 29 января 1839), дочери Уильяма Сазерленда, 18-го графа Сазерленда (1735—1766), и Мэри Максвелл (? — 1766). У них осталось четверо детей:
- Джордж Сазерленд-Левесон-Гоуэр, 2-й герцог Сазерленд (8 августа 1786 — 22 февраля 1861)
- леди Шарлотта София Левесон-Гоуэр[англ.] (1788 — 7 июля 1870), вышла замуж в 1814 году за Генри Фицалана-Говарда, 13-го герцога Норфолка (1791—1856)
- леди Элизабет Мэри Левесон-Гоуэр (8 ноября 1797 — 11 ноября 1891), замужем с 1819 года за Ричардом Гровенором, 2-м маркизом Вестминстером (1795—1869).
- Фрэнсис Левесон-Гоуэр (позже Эгертон), 1-й граф Элсмир (1 января 1800 — 18 февраля 1857).

Через одиннадцать лет после того, как он ослабел от паралитического инсульта, герцог Сазерленд умер в замке Данробин в июле 1833 года в возрасте 75 лет и был похоронен в Дорнохском соборе. Герцогиня Сазерленд умерла в январе 1839 года в возрасте 73 лет, и ей наследовал их старший сын Джордж Сазерленд-Левесон-Гоуэр (1786—1861).